# Carpobrotus mellei
Carpobrotus mellei är en isörtsväxtart som först beskrevs av L. Bol., och fick sitt nu gällande namn av L. Bol. Carpobrotus mellei ingår i släktet middagsblommor, och familjen isörtsväxter. Inga underarter finns listade i Catalogue of Life.

## Bildgalleri

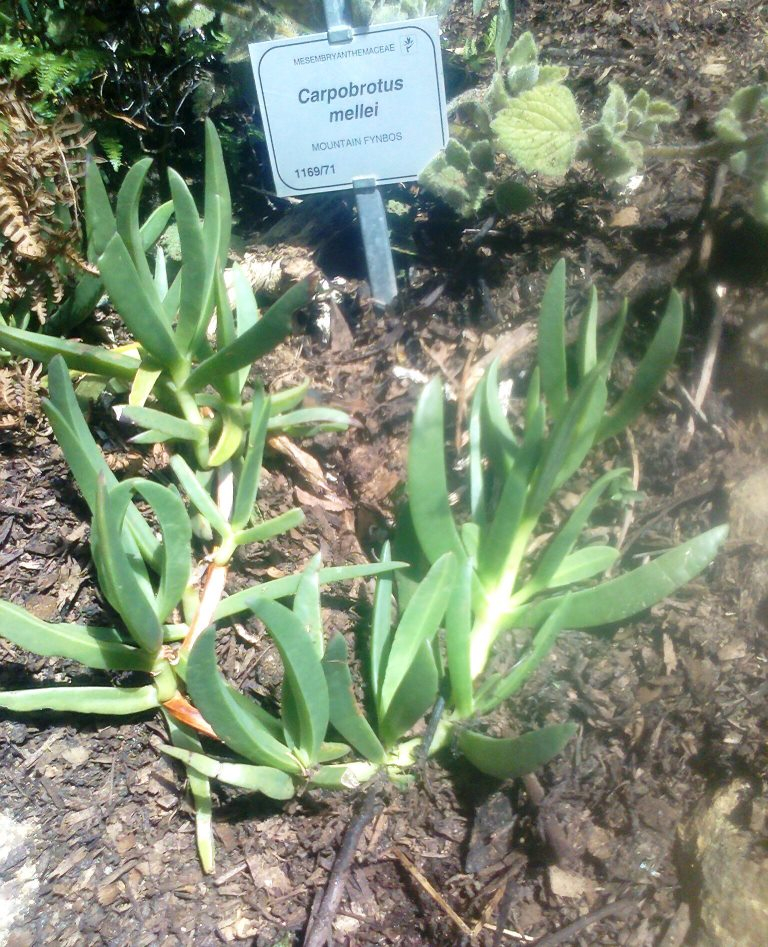
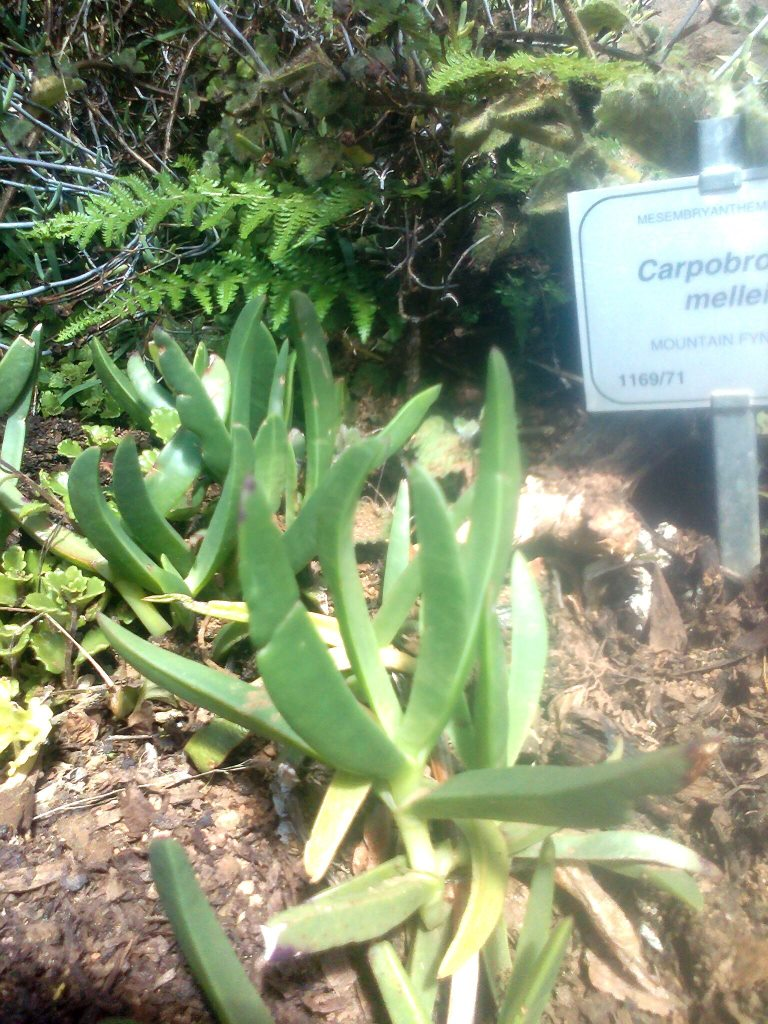